# Kormosfejű aranytrogon
A kormosfejű aranytrogon (Trogon melanocephalus) a madarak osztályába a trogonalakúak (Trogoniformes) rendjébe és a trogonfélék (Trogonidae) családjába  tartozó faj.

## Előfordulása
Mexikó, Belize, Costa Rica, Guatemala, Honduras, Nicaragua és Salvador területén honos.

## Alfajai
- Trogon melanocephalus illaetabilis
- Trogon melanocephalus melanocephalus

## Megjelenése
A hím feje fekete, a tojóé sötétszürke.
|  |